# Janne Oinas
Janne Oinas (Turku, 27 de dezembro de 1973) é um futebolista finlandês.
Ele atuou como zagueiro e integrou a seleção finlandesa de futebol.